# Madeleine-Sibylle de Saxe
Titre
Duchesse consort de Saxe-Altenbourg
11 octobre 1652 – 6 janvier 1668
(15 ans, 2 mois et 26 jours)
Madeleine-Sibylle de Saxe (23 décembre 1617 – 6 janvier 1668) est princesse héritière du Danemark de 1634 à 1647 en tant qu'épouse de Christian de Danemark, et duchesse consort de Saxe-Altenbourg, comme épouse de Frédéric-Guillaume II de Saxe-Altenbourg.

## Biographie
Madeleine-Sibylle est née à Dresde, la troisième fille et le sixième enfant de Jean-Georges Ier de Saxe, et de sa deuxième épouse Madeleine-Sibylle de Prusse. Ses cinq frères et sœurs aînés sont Sophie-Éléonore de Saxe, Marie-Élisabeth de Saxe, Jean-Georges II de Saxe, Auguste de Saxe-Weissenfels et Christian Ier de Saxe-Mersebourg ; son jeune frère est Maurice de Saxe-Zeitz.
Elle est fiancée en 1633 et se marie le 5 octobre 1634 à Christian de Danemark, qui a été élu prince de Danemark (héritier présomptif, le Danemark étant monarchie élective plutôt qu'une monarchie héréditaire). Le mariage a lieu le 5 octobre 1634 à Copenhague avec de grandes festivités. Connu au Danemark comme Det store bilager ("Le grand mariage"), le mariage illustre le grand faste et le luxe de l'époque baroque. Le premier ballet jamais produit au Danemark est réalisé pour l'occasion.
Le couple réside au château Nykøbing de Falster. Madeleine Sibylle y vit discrètement. Elle fait des dons aux églises et aux ecclésiastiques, et reçoit des éloges. Elle écrit également un livre de prières. Son mari meurt sans descendance lors d'un voyage en Saxe, alors qu'elle l'accompagne. Par la suite son beau-frère, Frédéric III, monte sur le trône.
Comme douaire, elle reçoit l'île de Lolland ainsi que le poste de gouverneure des comtés de Nykøbing, de Falster et de Ålholm. Elle avait expressément demandé à avoir ces fiefs. Elle se retire dans le sud du Danemark.
En 1651, elle est fiancée au duc Frédéric-Guillaume II de Saxe-Altenbourg, et le 11 octobre 1652, elle l'épouse à Dresde. L'année suivante, en 1653, elle perd ses terres et établissements au Danemark.
Elle a trois enfants avec son second mari :
1. Christian (Altenbourg, 27 février 1654 – Altenbourg, 5 juin 1663)
2. Jeanne-Madeleine de Saxe-Altenbourg (Altenbourg, 14 janvier 1656 – Weissenfels, 22 janvier 1686), mariée le 25 octobre 1671 à Jean-Adolphe Ier de Saxe-Weissenfels.
3. Frédéric-Guillaume III de Saxe-Altenbourg (Altenbourg, 12 juillet 1657 – Altenbourg, le 14 avril 1672), duc de Saxe-Altenbourg

Elle retourne au Danemark en 1662, pour les fiançailles de la princesse Anne-Sophie de Danemark à Jean-Georges III de Saxe. À sa mort à Altenbourg le 6 janvier 1668, elle déclare avoir été une fidèle Danoise jusqu'au bout.